# GNX
GNX – szósty album studyjny amerykańskiego rapera Kendricka Lamara. Został wydany 22 listopada 2024 roku nakładem jego własnej wytwórni PGLang oraz Interscope Records bez wcześniejszej zapowiedzi. Jest to jego pierwszy album wydany poza Top Dawg Entertainment oraz Aftermath Entertainment. Na albumie występują gościnnie AzChike, Dody 6, Hitta J3, Kamasi Washington, Peysoh, Roddy Ricch, Siete, SZA, Wallie The Sensei oraz Young Threat. Produkcją zajęli się głównie Sounwave, Jack Antonoff i inni.
Tytuł albumu odnosi się do marki samochodów Buick, a dokładnie do drugiej generacji modelu Buick Regal - GNX.

## Tło
Poprzedni album rapera, Mr. Morale & the Big Steppers, został wydany 13 maja 2022 roku i spotkał się z uznaniem krytyków. Był to jego czwarty album, który znalazł się na pierwszym miejscu listy Billboard 200, ponadto wygrał on nagrodę Grammy w kategorii Best Rap Album w 2023 roku. Po koncercie w marcu 2024 poinformował, że zakupił auto Buick Regal GNX, te same, którym jego ojciec zabrał go ze szpitala po jego narodzinach. W tym samym miesiącu zaostrzył się jego konflikt z Drakiem, czego efektem było wydawanie dissów naprzemiennie przez kolejne dwa miesiące wraz z różnymi oskarżeniami - Drake zarzucił Kendrickowi przemoc wobec swojej partnerki, na co ten oskarżył piosenkarza o pedofilię. Ostatecznie media oraz większość branży uznały nieoficjalnie Kendricka za zwycięzcę konfliktu. 

## Promocja
8 września Kendrick Lamar został ogłoszony główną gwiazdą podczas Super Bowl LIX. 11 września, raper opublikował niespodziewanie nowy utwór za pośrednictwem i ekskluzywnie dla Instagrama. Pomimo braku oficjalnego tytułu, media nazwały utwór „Watch The Party Die” po słowach w refrenie, gdzie muzyk krytykuje branżę muzyczną oraz media. Magazyn Rolling Stone stwierdził, że utwór ten zwiastuje nadejście nowego albumu. 13 października, SZA, Schoolboy Q oraz Devin Malik zasugerowali, że album jest w drodze. 23 października 2024 podczas nadawania na żywo meczu NBA pomiędzy Los Angeles Lakers i Minnesota Timberwolves został ukazany fragment utworu „Squabble Up”, który ostatecznie pojawił się na albumie. 22 listopada na kanale YouTube rapera ukazał się minutowy zwiastun prezentujący album, który to został wydany kilka minut później na serwisach strumieniowych.
Liczący 44 minuty i 20 sekund, jest najkrótszym albumem studyjnym w jego dyskografii. 

## Odbiór

### Krytyczny
Album spotkał się z powszechnym uznaniem krytyków. 
Wiele gazet uznało album za świetną kontynuację rapera po „wygranym” sporze z Drakiem w pierwszej połowie roku. Krytycy chwalili umiejętne wykorzystanie różnych gatunków i złączenie ich w spójną całość, utrzymując brzmienie z Zachodniego Wybrzeża. Niektórzy uważali album za najlepszą płytę dotychczas w karierze rapera. 

### Komercyjny
Album zadebiutował na pierwszym miejscu w rodzinnych Stanach Zjednoczonych rankingu Billboard 200 będąc piątym albumem rapera na szczycie listy pomimo iż był on początkowo dostępny tylko do odsłuchu na serwisach strumieniowych. Pod względem wielkości premiery w 2024 roku, GNX był ogółem na miejscu szóstym, wszystkie dwanaście utworów zadebiutowało na Billboard 100, w tym pięć utworów znalazło się na pierwszych pięciu miejscach, dzięki czemu został czwartym artystą w historii (po Drake'u, Taylor Swift i The Beatles), którego utwory zajmowały pierwsze pięć miejsc w jednym notowaniu. GNX był najpopularniejszym albumem hip-hopowym w 2024 roku w jednym tygodniu, drugim najlepszym debiutem hip-hopowym w roku w pierwszym tygodniu po premierze (po reedycji „Days Before Rodeo” Travisa Scotta) oraz trzecim najlepszym albumem w roku w pierwszym tygodniu po premierze bez podziału na gatunek (po reedycji „Days Before Rodeo” Travisa Scotta oraz „The Tortured Poets Department” Taylor Swift).

## Lista utworów
| Nr  | Tytuł utworu                                                   | Tekst | Producent                                                                | Długość |
| --- | -------------------------------------------------------------- | --- | ------------------------------------------------------------------------ | ------- |
| 1.  | „Wacced Out Murals”                                            | Kendrick Duckworth · Mark Spears · Jack Antonoff · Dacoury Natche · Craig Balmoris · Frano Huett · Tyler Mehlenbacher · Matthew Bernard · Timothy Maxey · Deyra Barrera | Sounwave · Jack Antonoff · Dahi · Balmoris · Frano · M-Tech · Tim Maxey  | 5:17    |
| 2.  | „Squabble Up”                                                  | Duckworth · Spears · Antonoff · Ruchaun Akers | Kendrick Lamar · Sounwave · Antonoff · Bridgeway · M-Tech                | 2:37    |
| 3.  | „Luther” (gość. SZA)                                           | Duckworth · Solána Rowe · Atia Boggs · Sam Dew · Spears · Antonoff · Akers · Kamasi Washington · Bernard · Roshwita Bacha                                               | Sounwave · Antonoff · Scott Bridgeway · Washington · M-Tech · Rose Lilah | 2:57    |
| 4.  | „Man at the Garden”                                            | Duckworth · Spears · Antonoff · Balmoris · Mehlenbacher · Bernard | Sounwave · Antonoff · Balmoris · Reese · M-Tech                          | 3:53    |
| 5.  | „Hey Now” (gość. Dody6)                                        | Duckworth · Zarius Cunningham · Spears · Antonoff · Dijon McFarlane | DJ Mustard · Sounwave · Antonoff                                         | 3:37    |
| 6.  | „Reincarnated”                                                 | Duckworth · Spears · Antonoff · Bernard · Noah Ehler Barrera | Lamar · Sounwave · Antonoff · M-Tech · Noah Ehler                        | 4:35    |
| 7.  | „TV Off” (gość. Lefty Gunplay)                                 | Duckworth · Spears · Antonoff · McFarlane · Washington · Sean Momberger                                                                                                 | Mustard · Sounwave · Antonoff · Momberger · Washington                   | 3:40    |
| 8.  | „Dodger Blue” (gość. Wallie the Sensei, Siete7x i Roddy Ricch) | Duckworth · Dew · Traquan Tyson · Craig Johnson Jr. · Spears · Antonoff · Taji Ausar · Maxey · Terrace Martin                                                           | Sounwave · Antonoff · Tim Maxey · Tane Runo · Terrace Martin             | 2:11    |
| 9.  | „Peekaboo” (gość. AzChike i Dody6)                             | Duckworth · Damaria Walker · Spears · Akers · Momberger | Sounwave · Momberger · Bridgeway                                         | 2:35    |
| 10. | „Heart Pt. 6”                                                  | Duckworth · Spears · Antonoff · Bernard · Julian Nievez-Mays | Sounwave · Antonoff · M-Tech · Juju                                      | 4:52    |
| 11. | „GNX” (gość. Hitta J3, YoungThreat i Peysoh)                   | Duckworth · Dominicke Williams · Deonta Simuel · Kevin Oropeza · Spears · Antonoff · Kenneth Stanley · Billy Graham · Tobias Breuer                                     | Sounwave · Antonoff · Rascal · Kenny & Billy · Tim Maxey                 | 3:13    |
| 12. | „Gloria” (gość. SZA)                                           | Duckworth · Rowe · Boggs · Barrera | Sounwave · Antonoff · Deats                                              | 4:47    |
|     |                                                                | |                                                                          | 44:14   |

### Inne[49]
- Wszystkie utwory zaczynają się z małej litery.
- Utwór „Squabble Up” zawiera sampel z utworu „When I Hear Music” autorstwa Debbie Debb.
- Utwór „Luther” zawiera sampel z coveru „If This World Were Mine” Luthera Vandrossa i Cheryl Lynn, którego oryginalnym autorem i wykonawcą jest Marvin Gaye.
- Utwór „Man at the Garden” zawiera interpolację z utworu „One Mic” autorstwa Nasa.
- Utwór „Hey Now” zawiera interpolacje z utworów „Scotty” autorstwa D4L oraz „No More” Metro Boomina, Travisa Scotta, Kodaka Blacka i 21 Savage'a.
- Utwór „Reincarnated” zawiera sampel z utworu „Made Niggaz” autorstwa 2Paca i grupy Outlawz.
- Utwór „Tv Off” zawiera sample z coveru „MacArthur Park” autorstwa Monka Higginsa, którego oryginalnym kompozytorem i wykonawcą jest Jimmy Webb, z kompozycji „The Black Hole - Overture” Johna Barry'ego oraz interpolację utworu „Kick in the Door” autorstwa Notoriousa B.IG..
- Utwór „Peekaboo” zawiera sampel z utworu „Give a Helping Hand” autorstwa Williego Hale'a.
- Utwór „Heart Pt. 6” zawiera sampel z utworu „Use Your Heart” autorstwa grupy SWV.

## Personel

### Muzyczny
- Kendrick Lamar – wokal (wszystkie utwory)
- Deyra Barrera – wokale dodatkowe (utwory 1, 6, 12)
- Ink – chórki (utwory 2, 10), wokale dodatkowe (utwór 8)
- Sam Dew – chórki (utwory 2, 4–6, 8, 10, 12), wokale dodatkowe (utwór 3)
- Paul Cartwright – instrumenty strunowe (utwór 3), skrzypce (utwór 7)
- Caleb Vaughn Smith – instrumenty strunowe (utwór 3)
- Drew Forde – instrumenty strunowe (utwór 3)
- Geoff Gallegos – instrumenty strunowe (utwór 3)
- Giovanna Moraga – instrumenty strunowe (utwór 3)
- Kerenza Peacock – instrumenty strunowe (utwór 3)
- Luanne Homzy – instrumenty strunowe (utwór 3)
- Luke Maurer – instrumenty strunowe (utwór 3)
- Stephanie Payne – instrumenty strunowe (utwór 3)
- Stephanie Yu – instrumenty strunowe (utwór 3)
- Evan Smith – saksofon barytonowy, saksofon tenorowy (utwór 7)
- Miles Mosley – bas (utwór 7)
- Peter Jacobson – wiolonczela (utwór 7)
- Amber Wyman – róg (utwór 7)
- Malik Taylor – róg (utwór 7)
- Rickey Washington – róg (utwór 7)
- Ryan Porter – róg (utwór7)
- Sean Sonderegger – róg (utwór 7)
- Serafin Aguilar – róg (utwór 7)
- Zem Audu – saksofon tenorowy (utwór 7)
- Chad Jackson – skrzypce (utwór 7)
- Marta Honer – skrzypce (utwór 7)
- Reiko Nakano – skrzypce (utwór 7)
- Tylana Renga – skrzypce (utwór 7)
- Yvette Devereaux – skrzypce (utwór 7)
- Bobby Hawk – skrzypce (utwory 10, 12)

### Techniczny
- Ruairi O'Flaherty – mastering (wszystkie utwory)
- Oli Jacobs – miks (wszystkie utwory), inżynier dźwięku
- Jack Antonoff – inżynier dźwięku
- Johnathan Turner – inżynier dźwięku
- Laura Sisk – inżynier dźwięku
- Ray Charles Brown Jr. – inżynier dźwięku
- Tony Shepperd – inżynier dźwięku (utwór 3)
- Tony Austin – inżynier dźwięku (utwór 7)
- Zem Audu – inżynier dźwięku (utwór 7)